# Порт-Хедленд (аэропорт)
 Порт-Хедленд  — аэропорт, расположенный в Порт-Хедленде, Западная Австралия, в 14 километрах от города и в 11 километрах от Южного Хедленда. Аэропорт обслуживает более 250 тысяч пассажиров в год. Это важный аэропорт для жителей Порт-Хедленда, а также для пассажиров, которые работают в горнодобывающей промышленности. Аэропорт управляется графством Порт-Хедленд.
Аэропорт подвергался модернизации. Работа должна была быть завершена к концу июля 2011 года.